# Milicia Nacional de FET y de las JONS
La Milicia Nacional de FET y de las JONS fue una organización paramilitar que existió en España entre 1937 y 1944, durante los primeros años de la Dictadura franquista. Adscrita teóricamente al partido único del régimen, la milicia sin embargo estaba subordinada al Ejército.

## Historia
Tras el estallido de la Guerra Civil en la zona sublevada habían actuado varias milicias de partido —falangistas, carlistas o monárquicos— llamadas Milicias auxiliares. El 27 de enero de 1937 el general de brigada José Monasterio fue nombrado segundo jefe de las Milicias auxiliares.
Sin embargo, tras la promulgación del llamado «Decreto de Unificación» (abril de 1937) todos los partidos desaparecieron y se estableció un partido único —Falange Española Tradicionalista y de las JONS— y la mayoría de antiguas milicias debían integrarse en una nueva «Milicia Nacional». En el decreto se decía respecto a esta milicia:

Artículo tercero. Quedan fundidas en una sola Milicia Nacional las de Falange Española y de Requetés, conservando sus emblemas y signos exteriores. A ella se incorporarán también, con los honores ganados en la guerra, las demás milicias combatientes.

La Milicia Nacional es auxiliar del Ejército.

Francisco Franco, jefe del Estado y del partido único, asumió la jefatura suprema de la milicia el 11 de mayo de 1937. Como jefe directo de la milicia fue nombrado el general José Monasterio, que a su vez contó con dos subjefes y dos asesores políticos. Desde el 24 de abril de 1937 las milicias falangistas y carlistas ya se encontraban efectivamente unificadas. Durante el resto de la contienda la Milicia Nacional tuvo un papel relativamente secundario.
Al final de la guerra, en agosto de 1939 el general Agustín Muñoz Grandes fue nombrado jefe directo de la milicia —cargo que compaginó con el de ministro-secretario general de FET y de las JONS—. El final de las hostilidades trajo consigo la desmovilización de numerosos efectivos militares del bando franquista, algo que también afectó a las milicias del partido único. El 2 de julio de 1940 se promulgó una ley que reorganizaba la estructura de las milicias, quedando estas como una fuerza de carácter paramilitar y encargadas de la formación y adoctrinamiento de las juventudes antes de su ingreso en las Fuerzas armadas; la ley vino a subrayar el control del Ejército sobre las milicias, que de hecho perdieron todo su antiguo carácter autónomo y político. Los oficiales de las mismas eran militares profesionales.
En 1941 el general José Moscardó fue nombrado jefe de la Milicia Nacional. Además, un decreto de junio de 1941 sustituyó los anteriores asesores políticos por un Asesor nacional, que en este caso recayó en Manuel de Mora-Figueroa —a la postre, jefe de Estado mayor de la Milicia y vicesecretario general de FET y de las JONS—.
Por órdenes de José Luis Arrese, ministro-secretario general de FET y de las JONS, el 27 de julio de 1944 la Milicia nacional fue disuelta.
Poco después se crearía la Guardia de Franco como una suerte de sustituto de la Milicia Nacional.

## La bandera de Falange
La fuerza paramilitar de Falange se organiza en unidades armadas que imitan la estructura del ejército. Así la bandera (Batallón) cuenta con tres centurias (compañías), y cada una de éstas con tres falanges (secciones). Cada falange, a su vez, se organiza en varias escuadras.  Así se deduce de la obra de Juan Antonio Martínez Barrado.